# Olympische Sommerspiele 2016/Teilnehmer (Botswana)
| Gelbes Symbol für Goldmedaillen mit stilisierten Olympischen Ringen | Graues Symbol für Silbermedaillen mit stilisierten Olympischen Ringen | Braundes Symbol für Bronzemedaillen mit stilisierten Olympischen Ringen |
| ------------------------------------------------------------------- | --------------------------------------------------------------------- | ----------------------------------------------------------------------- |
| —                                                                   | —                                                                     | —                                                                       |

Botswana hat an den Olympischen Spielen 2016 in Rio de Janeiro teilgenommen. Es war die zehnte Teilnahme von Botswana an Olympischen Spielen. Das Botswana National Olympic Committee nominierte zwölf Athleten in drei Sportarten.

## Teilnehmer nach Sportarten

### Judo
| Athleten     | Wettbewerb | 1. Runde    | 1. Runde    | 2. Runde      | 2. Runde      | Viertelfinale | Viertelfinale | Halbfinale / Trostrunde | Halbfinale / Trostrunde | Finale / Platz 3 | Finale / Platz 3 | Rang |
| Athleten     | Wettbewerb | Gegner      | Ergebnis    | Gegner        | Ergebnis      | Gegner        | Ergebnis      | Gegner                  | Ergebnis                | Gegner           | Ergebnis         | Rang |
| ------------ | ---------- | ----------- | ----------- | ------------- | ------------- | ------------- | ------------- | ----------------------- | ----------------------- | ---------------- | ---------------- | ---- |
| Männer       |            |             |             |               |               |               |               |                         |                         |                  |                  |      |
| Gavin Mogopa | bis 60 kg  | P. Petrikov | 000s0:110s0 | ausgeschieden | ausgeschieden | ausgeschieden | ausgeschieden | ausgeschieden           | ausgeschieden           | ausgeschieden    | ausgeschieden    | 17   |

### Leichtathletik
Laufen und Gehen 
| Athleten                                                                                  | Wettbewerb        | Runde 1     | Runde 1 | Halbfinale    | Halbfinale    | Finale        | Finale        | Rang |
| Athleten                                                                                  | Wettbewerb        | Zeit        | Rang    | Zeit          | Rang          | Zeit          | Rang          | Rang |
| ----------------------------------------------------------------------------------------- | ----------------- | ----------- | ------- | ------------- | ------------- | ------------- | ------------- | ---- |
| Frauen                                                                                    |                   |             |         |               |               |               |               |      |
| Christine Botlogetswe                                                                     | 400 m             | 52,37 s     | 30      | ausgeschieden | ausgeschieden | ausgeschieden | ausgeschieden | 30   |
| Lydia Jele                                                                                | 400 m             | 52,24 s     | 27      | ausgeschieden | ausgeschieden | ausgeschieden | ausgeschieden | 27   |
| Männer                                                                                    |                   |             |         |               |               |               |               |      |
| Isaac Makwala                                                                             | 400 m             | 45,91       | 29      | 46,60         | 22            | ausgeschieden | ausgeschieden | 22   |
| Karabo Sibanda                                                                            | 400 m             | 45,56       | 19      | 44,47         | 6             | 44,25         | 5             | 5    |
| Baboloki Thebe                                                                            | 400 m             | 45,41 s     | 13      | DNS           | DNS           | ausgeschieden | ausgeschieden |      |
| Nijel Amos                                                                                | 800 m             | 1:50,46 min | 49      | ausgeschieden | ausgeschieden | ausgeschieden | ausgeschieden | 49   |
| Boitumelo Masilo                                                                          | 800 m             | 1:48,48 min | 35      | ausgeschieden | ausgeschieden | ausgeschieden | ausgeschieden | 35   |
| Nijel Amos Isaac Makwala Gaone Maotoanong Onkabetse Nkobolo Karabo Sibanda Baboloki Thebe | 4 × 400-m-Staffel | 2:59,35 min | 4       | –             | –             | 2:59,06 min   | 5             | 5    |

### Schwimmen
| Athleten            | Wettbewerb    | Vorlauf | Vorlauf | Halbfinale    | Halbfinale    | Finale        | Finale        | Rang |
| Athleten            | Wettbewerb    | Zeit    | Rang    | Zeit          | Rang          | Zeit          | Rang          | Rang |
| ------------------- | ------------- | ------- | ------- | ------------- | ------------- | ------------- | ------------- | ---- |
| Frauen              |               |         |         |               |               |               |               |      |
| Naomi Ruele         | 50 m Freistil | 26,23 s | 47      | ausgeschieden | ausgeschieden | ausgeschieden | ausgeschieden | 47   |
| Männer              |               |         |         |               |               |               |               |      |
| David van der Colff | 100 m Rücken  | 57,77 s | 35      | ausgeschieden | ausgeschieden | ausgeschieden | ausgeschieden | 35   |